# Wolf Records
Wolf Records International ist eine unabhängige österreichisches Plattenfirma mit Sitz in Hollabrunn.

## Geschichte
Wolf Records International ist ein österreichisches Plattenlabel mit Sitz in Hollabrunn, das sich auf den Blues spezialisiert hat. Gegründet wurde es im Jahr 1974 als Vienna Blues Fan Club. 1982 wurde der Vienna Blues Fan Club in Wolf Records umbenannt. Das Label hatte zum Ziel, originale Country- und Bluesaufnahmen der 1930er und 1940er Jahre wiederzuveröffentlichen sowie den Chicago Blues zu betonen. Die ersten Veröffentlichungen auf Wolf Records waren zunächst wenig erfolgreich, aber der Durchbruch kam 1986 mit der Veröffentlichung von „Magic Slim and the Teardrops“. Das Album wurde nicht nur ein Verkaufsschlager, sondern gewann auch den WC Handy Award für die beste Bluesaufnahme des Jahres. Seitdem hat sich das Label mit seinen 57 Aufnahmen der „Chicago Blues Session Series“ und anderen Produktionen wie „Giants of Country Blues Guitar – Vol. 1“ sowie der „Austrian Blues Summit-CD“ etabliert.
Wolf Records International hat als erstes Label den bekannten Blues-Musiker John Primer als Solo-Künstler aufgenommen. Im Jahr 1983 nahm Wolf Records Primes erstes Soloalbum „Poor Man Blues“ auf. In den folgenden Jahren veröffentlichte Primer mehrere erfolgreiche Alben und arbeitete mit anderen Blues-Musikern wie Magic Slim und Willie Dixon zusammen. 
Seit 2016 führt Hannes Folterbauer das Label zusammen mit seinem Sohn. 

## Auszeichnungen
- WC Handy Award (Best blues recording 1986) Magic Slim and the Teardrops
- Living Blues Award 1995 (Best contemporary blues CD of 1994) Vance Kelly Call Me
- Blues Blast Award

## Künstler auf Wolf Records (Auswahl)
- Magic Slim and the Teardrops
- John Primer
- Vance Kelly
- Howlin’ Wolf
- Big Bill Broonzy
- Willie Kent
- Jörg Danielsen
- Memphis Slim
- Al Cook
- Dana Gillespie
- Katie Kern
- J. B. Hutto